# Al-Abbas b. al-Ahnaf
al-Abbas b. al-Ahnaf (arabisch العباس بن الأحنف, DMG al-ʿAbbās ibn al-Aḥnaf), geb. ca. 750; gest. um 806, war einer der bedeutendsten Ghaselen-Dichter der Abbasidenzeit. Er gehörte zum Stamm der Banu Hanīfa, wobei nicht bekannt ist, welcher Unterabteilung seine Familie zugerechnet wurde.
Al-ʿAbbās b. al-Ahnaf zeichnet sich durch seine Mittelstellung zwischen zwei zeitlich aufeinander folgenden Dichtertypen aus. Während er sich selbst ganz und gar als ʿudhritischer Liebesdichter betrachtete, gehört sein Werk im Grunde bereits einer neuen Strömung an, die durch die ẓurafāʾ (arab. die Raffinierten) getragen wird, einer Gruppe vornehmer junger Männer mit guten Manieren, einem gepflegten Äußeren und einer ebensolchen Ausdrucksweise. Vorbild für al-ʿAbbās' Dichtung ist die ʿudhritische Liebesdichtung mit ihren verschiedenen Vertretern, wobei er allerdings niemals wirklich selbst ein Liebender gewesen ist. Seine Dichtung ist nicht mehr Ausdruck eines authentischen Gefühls, sondern, so Thomas Bauer, Stilisierung der eigenen Person und Ausruck einer gruppenspezifischen Ideologie.
Obgleich al-ʿAbbās nach dem Machtantritt Hārūn ar-Raschīds in der engeren Umgebung des Kalifen verkehrte, hatte er nicht das Amt eines Hofdichters inne. Es ist aber überliefert, dass er für seine Verse mehrfach überaus hohe Belohnungen bekommen hat – und das, obwohl er ausschließlich Ghaselen verfasste und kein anderes Genre bediente. Der Kalif griff besonders dann auf den Dichter zurück, wenn es galt, mit versöhnlichen Versen einen Streit zwischen ihm und seiner Gemahlin Zubaida oder seinen Sklavinnen zu schlichten.
Von den Dichtern seiner Zeit zollten ihm einige ihre Anerkennung, andere sahen ihn eher als Rivalen. Nur Abū Nuwās scheint näher mit ihm befreundet gewesen zu sein. Dieser schreibt über al-ʿAbbās, er sei „subtiler als die Phantasie, durchdringender als der Verstand und treffender als der Pfeil“, während al-ʿAbbās seinen Dichterkollegen Abū Nuwās als „angenehmer als die Vereinigung nach der Trennung, die Treue nach dem Verrat und das Rendezvous nach der Verzweiflung“ beschreibt.